# 6590 Бароло
6590 Бароло (6590 Barolo) — астероїд головного поясу, відкритий 15 жовтня 1985 року.
Тіссеранів параметр щодо Юпітера — 3,219.